# Иранское интермеццо

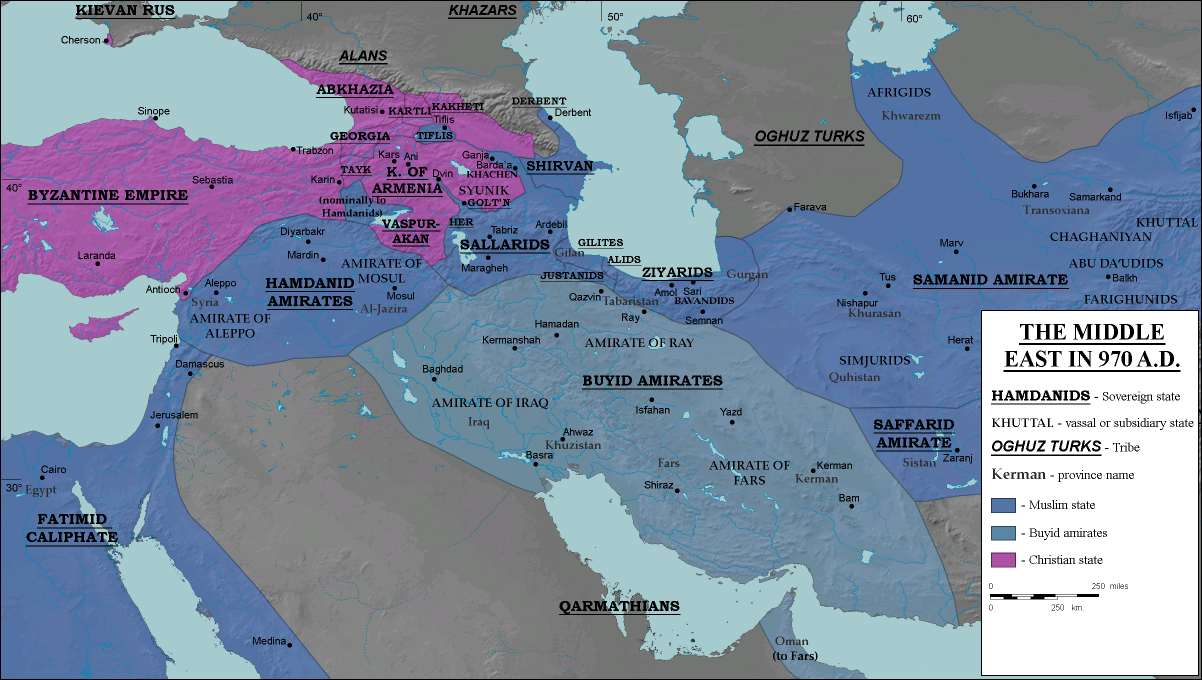
Государства периода иранского интермеццо (Буиды, Саманиды, Салариды, Саффариды, Зияриды и др.), 970 год.

Ира́нское интерме́ццо (от итал. intermezzo — «промежуточный»), также Персидский ренессанс — период в IX—XI веках, когда к власти на Иранском нагорье пришли различные местные мусульманские династии иранского происхождения (персы, курды, дейлемиты). Иранскому интермеццо предшествовало арабское завоевание региона, а конец этому периоду положило вторжение различных тюркских племён. Термин был введён и популяризован русским востоковедом Владимиром Минорским (1877—1966).
Фактический распад Арабского халифата в IX веке привёл к тому, что на территории прежде единой державы стали возникать независимые суверенные государства в основном во главе с персидскими полководцами, признававшими лишь номинальную власть халифа над собой. У востоковедов английской школы принято называть этот период в истории халифата Аббасидов «иранским интермеццо» (англ. Iranian Intermezzo).

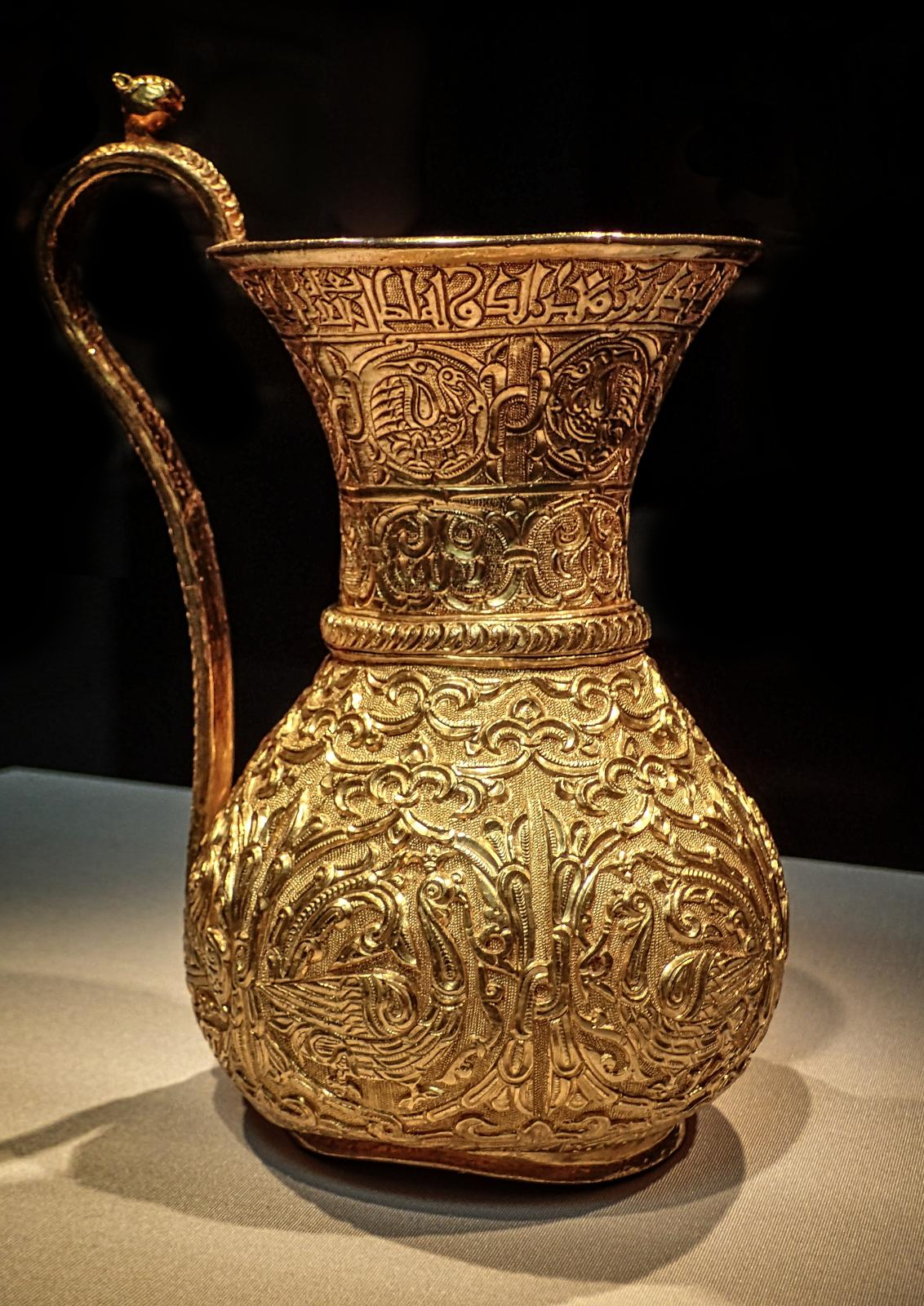
Золотой кувшин западно-персидской империи Буидов, 966-977 годы, Персия.

Согласно Британской энциклопедии, иранское интермеццо началось в 821 году, когда к власти в Хорасане пришёл перс Тахир I ибн Хусейн, основавший династию Тахиридов. Конец иранскому доминированию в этом регионе пришёл в 1055 году, когда сельджукский султан Тогрул-бек вошёл в Багдад и был признан Аббасидским халифом «царем Востока и Запада».
Наиболее известны пять государств, возникших в период иранского интермеццо:
- Государство Тахиридов со столицей в Нишапуре просуществовало с 821 года до 873 года.
- Саффариды правили в Систане, а затем в Фарсе и Хорасане с 867 года до 903 года.
- Саманидская империя правила в Хорасане и Мавераннахре в 875—999 годах.
- Династия Зияридов контролировала территории на юге Каспийского моря с 928 года до 1042 года.
- Династия Буидов (Бувайхидов) правила в Ираке и на западе Ирана с 932 года и до поражения от сельджуков в 1055 году. Этот период также известен как «дейлемитская интерлюдия»[6].

Также существовали несколько более мелких государств-эмиратов. Например, Шеддадиды в Арране и Армении (951—1174) и Алавиды в Гиляне и Дейлеме.
Многие иранские династии того периода вели свои родословные от древних персидских царей и сасанидской знати. Правители династии Саманидов вели своё происхождение от Бахрама Чубина и одного из семи Великих домов Парфии Мехранов. Буиды возродили и присвоили себе древний титул шахиншах («царь царей»), который прежде носили правители империи Сасанидов, существовавшей в 226—651 годы. В то же время некоторые династии (например, упомянутые Буиды) пытались претендовать на фиктивное происхождение от арабов.